# Епархия Попокабаки
Епархия Попокабаки (лат. Dioecesis Popokabakaensis) — епархия Римско-Католической Церкви с центром в городе Попокабака, Демократическая Республика Конго. Епархия Попокабаки входит в митрополию Киншасы.

## История
24 июня 1961 года Римский папа Иоанн XXIII издал буллу Quod Sacrum, которой учредил епархию Попокабаки, выделив её из епархии Кисанту.

## Ординарии епархии
- епископ Pierre Bouckaert (1961 — 1979);
- епископ André Mayamba Mabuti Kathongo (1979 — 1993);
- епископ Louis Nzala Kianza (1996 — по настоящее время).